# Johann Christoph Hilf

Johann Christoph Hilf

Johann Christoph Hilf (* 1. November 1783 in Thonbrunn; † 7. Juli 1885 in Bad Elster) war ein deutscher Musiker.

## Leben und Werk
Johann Christoph Hilf wuchs als erstes Kind des Zimmermanns Matthäus Hülf und seiner Frau Elisabeth Hülf in Thonbrunn im böhmischen Vogtland auf. Um seine Familie zu ernähren, erlernte er den Beruf eines Webers, später war die Musik seine Haupteinnahmequelle. Er siedelte in die östlich benachbarte Stadt Elster (später Bad Elster) in Sachsen über, wo er am 12. September 1810 in der Sankt-Peter-und-Paul-Kirche Margaretha Zeitler heiratete.
Der Gerichtsdirektor Staudinger bat ihn, die angereisten Kurgäste mit Musik aufzuheitern. 1817 gründete er mit Familienangehörigen und Verwandten die Kurkapelle in dem Badeort Elster. Sein Sohn Christoph Wolfgang Hilf (* 6. September 1818 in Elster; † 1. Januar 1912 in Bad Elster) ließ ihn im Ministerium des Innern als Musiker aufnehmen, sodass er eine Leibrente erhielt.
Heute ist in Bad Elster eine Straße nach Johann Christoph Hilf benannt.